# 学問源流
『学問源流』（がくもんげんりゅう）は、江戸時代中期に那波師曾（魯堂）によって書かれた漢学史書。全1巻。
寛政元年（1789年）、自分の余命を悟った師曾が門人に口述筆記させ、その死後に遺品を整理していた実弟の奥田元継（尚斎）がこれを発見し、師曾の嫡子と相談の上で同6年（1794年）に刊行された。
全体として朱子学を擁護して、朱子学至上主義の史観が貫かれている。延喜・天暦以来、儒教が仏教に圧倒されて儒教が禅僧の学問と化したこと、藤原惺窩が日本における宋学の端緒を付けたこと、その後伊藤仁斎・東涯父子や山崎闇斎・中江藤樹・荻生徂徠らが、名利をもって陽明学や古文辞学などの異説を掲げて朱子学の排撃を試みたこと、だが朱子学こそが名利を捨てて学問として成就された正統な儒学であることを論じている。更に中国における詩文の歴史についても論じている。
朱子学擁護という当時の時代の要請とその分かりやすい文章から、江戸時代を通じて何回か刊行され、明治以後も博文館より活字本として刊行されている。